# Licenza (Olaszország)
Licenza település Olaszországban, Lazio régióban, Róma megyében. Lakosainak száma 889 fő (2023. január 1.). Licenza San Polo dei Cavalieri, Monteflavio, Scandriglia, Mandela, Percile és Roccagiovine községekkel határos.

## Népesség
A település lakossága az elmúlt években az alábbi módon változott:
| Lakosok száma | 983  | 950  | 889  |
|               | 2017 | 2018 | 2023 |